# Lecteria (Lecteria) metatarsalba
Lecteria (Lecteria) metatarsalba is een tweevleugelige uit de familie steltmuggen (Limoniidae). De soort komt voor in het Afrotropisch gebied.